# Cholmschild

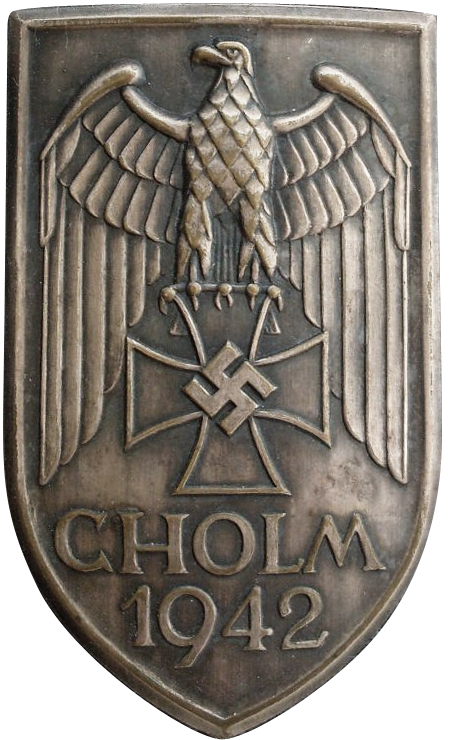
Der Cholmschild (Replik)

Der Cholmschild war ein Ärmelschild der Wehrmacht. Er wurde an deutsche Soldaten verliehen, die an der Verteidigung der von der Roten Armee 1942 eingekesselten sowjetischen Stadt Cholm teilgenommen hatten.

## Hintergrund zur Schaffung dieser Auszeichnung
Im Januar 1942 schritten die sowjetischen Streitkräfte zur allgemeinen Gegenoffensive. Im Zuge der Operationen wurde die deutsch besetzte Stadt Cholm am 18. Januar 1942 angegriffen. Als diese am 21. Januar abgeschnitten wurde, begann eine Belagerung der Besatzung, welche bis zum 5. Mai 1942 andauerte (siehe Schlacht um Cholm). Zu diesem Zeitpunkt befanden sich nur schnell zusammengezogene Sicherungsverbände (unter anderem auch Polizei- und Luftwaffenpersonal) im Ort. Unter dem Kommando des Generalmajors Theodor Scherer (1889–1951) und versorgt aus der Luft konnte sich die Besatzung bis zu ihrem Entsatz halten.

## Entwurfsideen und Verleihungspraxis

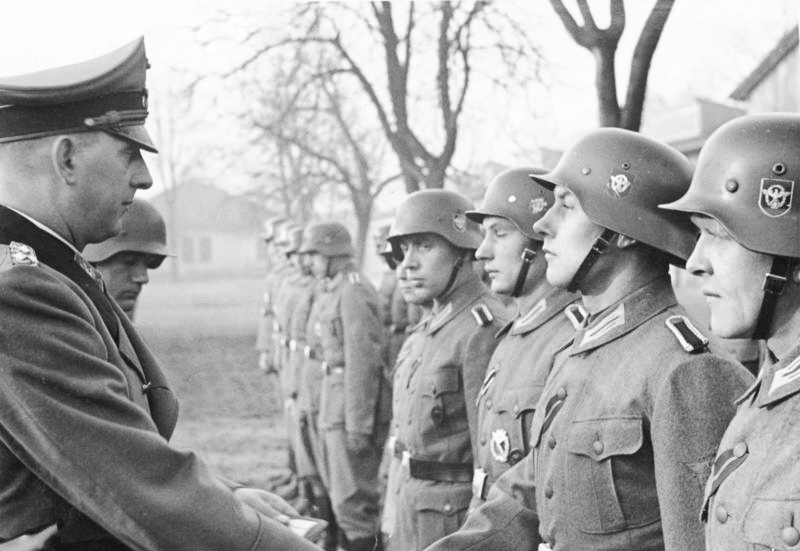
Kurt Daluege überreicht Cholm-Schild

Der erste Entwurf des Schildes ging bereits während der Belagerung auf einen Entwurf des Rottwachtmeisters Schlimmer vom Reserve-Polizei-Bataillon 65 zurück. Angeblich soll Generalmajor Scherer bereits bei seinem ersten Besuch im Führerhauptquartier Hitler diesen Entwurf vorgelegt haben. Hitler soll daraufhin gesagt haben (Zitat): Hm, da kann ich ja nichts mehr daran ändern. Woraufhin Scherer schlagfertig erwiderte: Nur noch genehmigen, mein Führer! Danach erfolgte noch eine kleinere Bearbeitung durch Professor Richard Klein aus München. Die offizielle Stiftung datierte auf den 1. Juli 1942. Am 15. Juli und 24. August kamen noch die Zusätze von den Oberkommandos von Heer, Luftwaffe und Kriegsmarine hinzu. Bis zum 30. Januar 1944 konnten Anträge zur Verleihung eingereicht werden, welche Generalmajor Scherer vornahm (oder in dessen Namen). Insgesamt wurden ungefähr 5.500 Verleihungen vorgenommen.

## Aussehen
Der leicht gewölbte Schild besteht in seiner wappenförmigen Form im oberen Teil aus dem plastisch hervorgehobenen Reichsadler, der in seinen Fängen ein Eisernes Kreuz mit mittigem Hakenkreuz hält. Darunter befindet sich in Versalien der Name der eingekesselten Stadt CHOLM und die Jahreszahl 1942. Rückseitig halten drei Splinte (mittig zwei nebeneinander, darunter einer) eine Gegenplatte und Stoffunterlage. Der Cholmschild hatte eine Größe von 38 mm × 65 mm und wurde an der Uniform am linken Oberarm getragen. Zu der Auszeichnung erhielt jeder Rezipient noch eine Ausgabe des Bildbandes „Kampfgruppe Scherer – 105 Tage eingeschlossen“ (1943) des Kriegsberichterstatters Richard Muck.

## Trageweise
Der Cholmschild wurde zur Uniform am linken Oberarm getragen. Er durfte zudem an allen Uniformen der Partei und des Staates getragen werden. Zur bürgerlichen Kleidung durfte eine verkleinerte Form (16-mm-Nadel) des Cholmschildes am linken Rockaufschlag getragen werden. Soldaten mit mehreren Ärmelschilden (Krimschild, Narvikschild) und dem hier genannten Cholmschild trugen den ersten Schild ca. 7 cm von der Armlochnaht des linken Oberärmels der Feldbluse und des Mantels entfernt. Der zweite Schild wurde 0,5 cm unterhalb der Tuchunterlage des ersten Schildes angebracht. Inhaber von drei Schilden trugen den Cholm- und Krimschild nebeneinander und zwar 0,5 cm unterhalb der Tuchunterlage des Narvikschildes und zwar den Cholm- vor dem Krimschild.

## Sonstiges
Laut Gesetz über Titel, Orden und Ehrenzeichen vom 26. Juli 1957 ist das Tragen der Auszeichnung in der Bundesrepublik Deutschland nur ohne nationalsozialistische Embleme gestattet.